# Yacigios

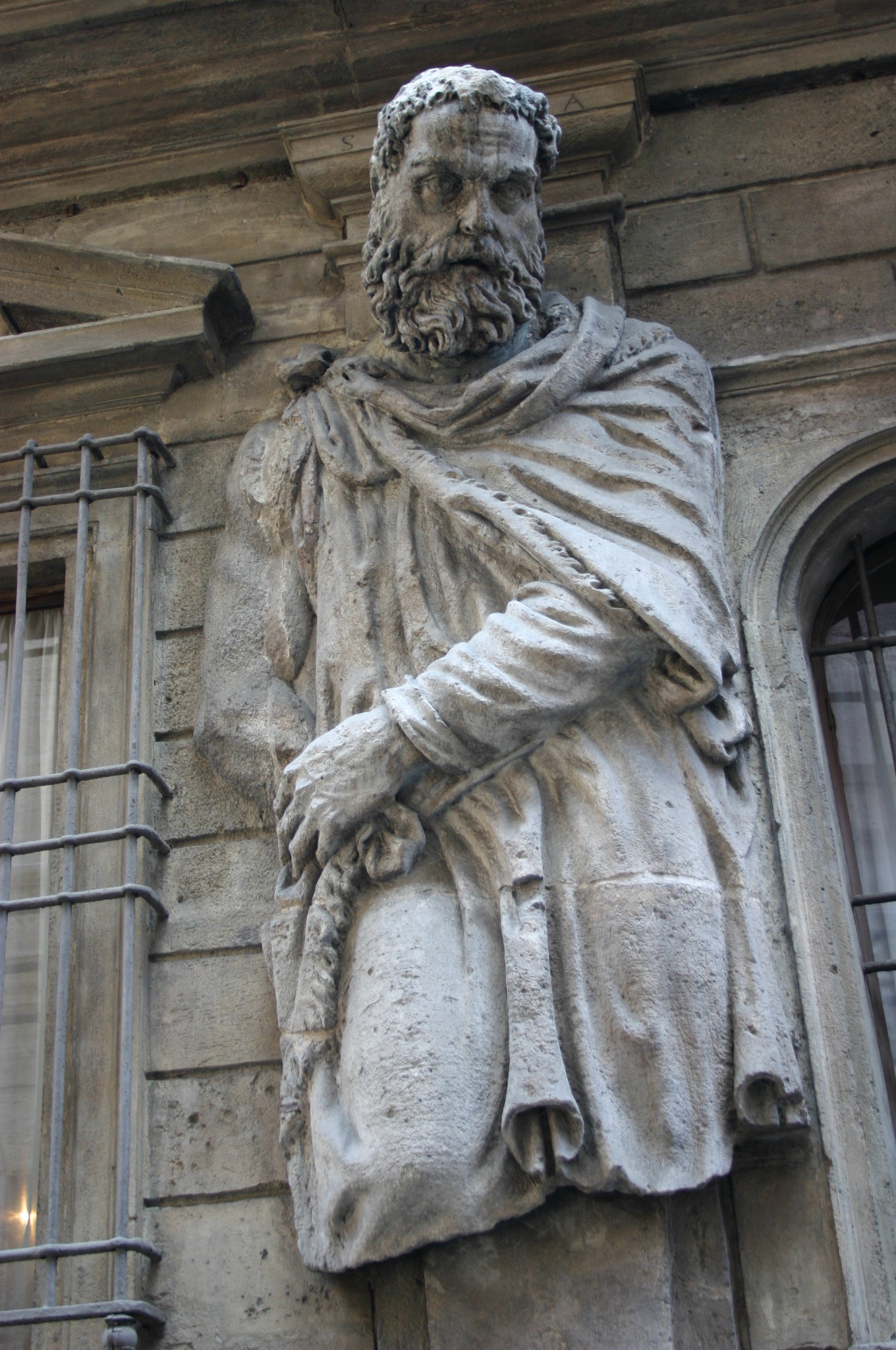
Estatua de un yacigio.

El Imperio romano en tiempos del emperador Adriano (117-38) que muestra la localización de los yacigios (sármatas) en la llanura del Tisza, que se encuentra repartida entre Hungría y Serbia.

Los yacigios, yázigas o yázigos fueron una antigua tribu nómada sármata que provenía de Asia Central, cruzó las estepas de la moderna Ucrania hacia el 200 a. C. y luego, en el siglo I a. C., penetró en el territorio de las modernas Hungría y Serbia, y se asentó cerca de Dacia, en la estepa que se extiende entre los ríos Danubio y Tisza.
Una vez asentados entre los dos ríos europeos, chocaron con los romanos, contra los que emprendieron numerosas incursiones, a las que estos respondieron en ocasiones con expediciones de castigo. Posteriormente, los romanos emplearon a la tribu como parte del sistema defensivo que utilizaba a los Estados limítrofes menores para bloquear invasiones de otros grupos más poderosos.

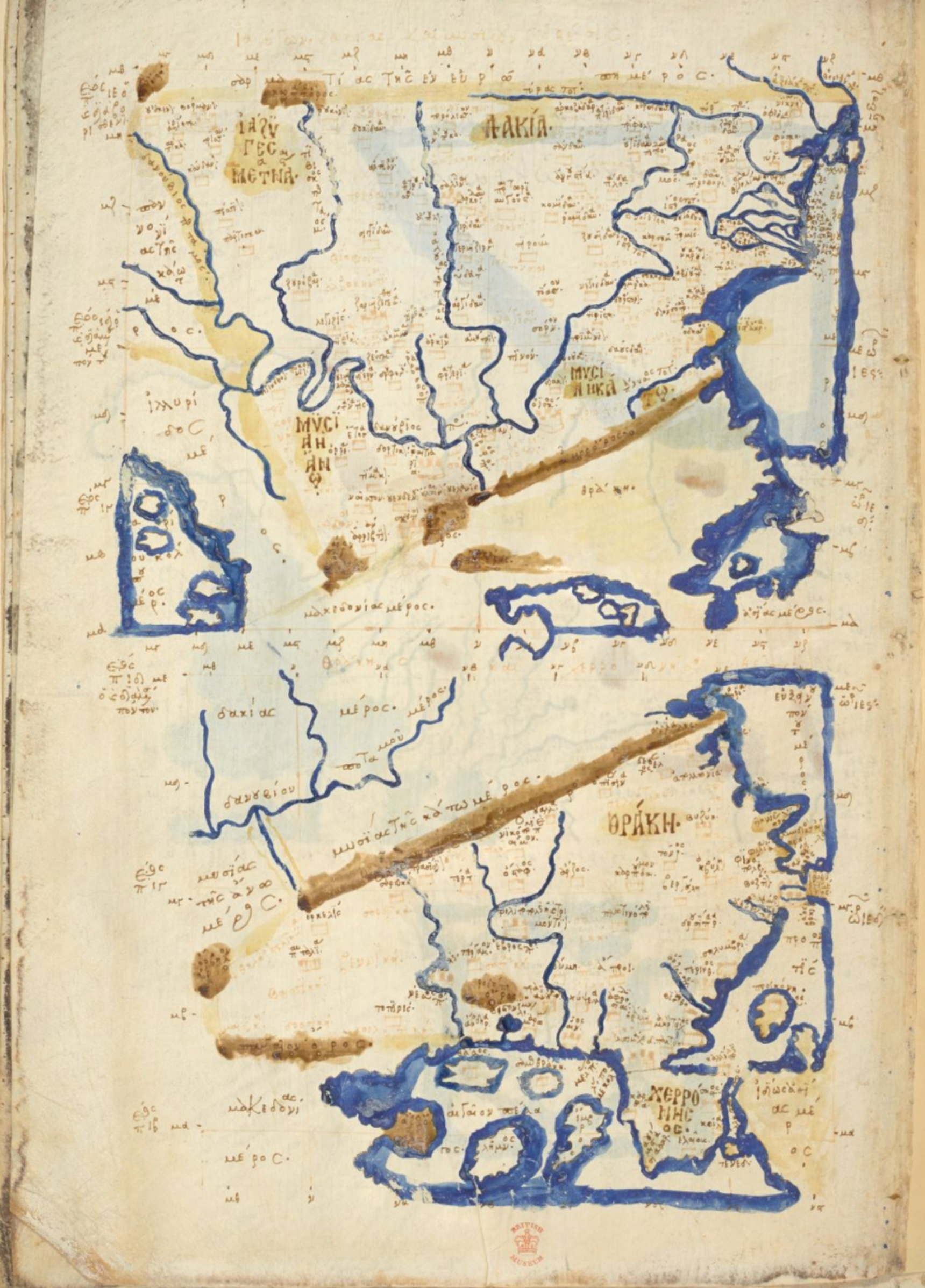
El Noveno Mapa europeo (en dos partes) en una edición del siglo del manuscrito griego de la Geografía de Ptolomeo, en el que aparecen los nómadas yacigios en el noroeste, entre Panonia y Dacia.

El geógrafo Claudio Ptolomeo menciona a los yacigios en su Geografía como los «nómadas yacigios» (Ἰάζυγες Μετανάσται, Iázyges Metanástai). Su nombre se adaptó al latín como Iazyges Metanastae y Jazyges.

## Historia

Ubicación de los yacigios antes de su migración hacia Centroeuropa.

Cuando los yacigios aparecieron por primera vez en registros históricos, habitaban la orilla septentrional del lago Meótide (nombre que los griegos y romanos dieron al mar de Azov, en el sureste de la moderna Ucrania). Desde allí, se trasladaron luego hacia el oeste a lo largo de las orillas del mar Negro, hacia los territorios de la moderna Moldavia y la Ucrania suroccidental.

### SigloIIa.C.
En el siglo II a. C., los roxolanos, empujados por los aorsi, emigraron al oeste, desplazando a su vez a los yacigios y forzándolos a emigrar más a occidente, a la estepa del bajo Dniéster. Como estas tierras ya estaban ocupadas por los bastarnos y los getas, los yacigios continuaron hacia el sur, siguiendo la costa del mar Negro hasta asentarse en el delta del Danubio.

### 

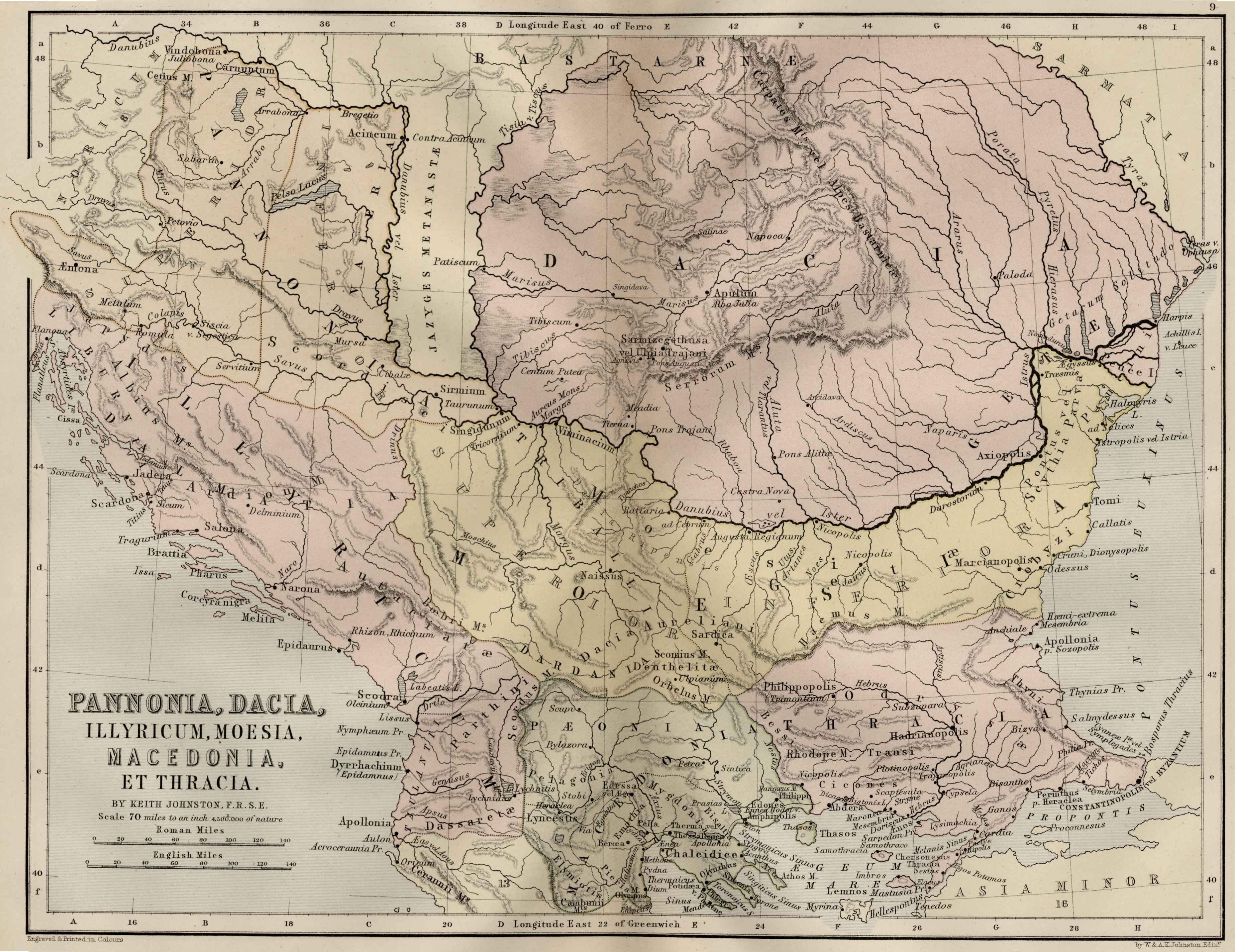
Los yacigios en el

### SigloIa.C.
Del 78 al 76 a. C., los romanos realizaron una expedición al norte del Danubio, donde entonces se hallaban los yacigios, porque estos se habían coligado con Mitrídates VI del Ponto, con quien los romanos estaban en guerra. En el 44 a. C., el rey Burebista de Dacia murió, y su reino empezó a declinar. Los yacigios comenzaron a apoderarse de la llanura panónica, ubicada entre los ríos Danubio y Tisza  (en el sur de la moderna Hungría).

### SigloId.C.
El 6 d. C. y de nuevo en el 16 d. C., los yacigios corrieron la frontera romana. En el 20 d. C., migraron al oeste siguiendo los Cárpatos hasta las estepas húngaras, y se establecieron en las que se extienden entre el Danubio y el Tisza, arrebatándoselas a los dacios. En el 50, un destacamento de caballería yacigia combatió junto al rey suevo Vannio, cliente romano que gobernaba a los cuados.
En el 69, el año de los cuatro emperadores, los yacigios tomaron partido por Vespasiano, que logró deshacerse de sus rivales y quedar como monarca de Roma. Vespasiano obtuvo el apoyo de la mayoría de las tribus germanas y dacias. Los yacigios se ofrecieron, junto con los dacios, a proteger la frontera romana y permitir que las tropas que la guardaban participasen en la invasión de Italia que preparaba Vespasiano; este, sin embargo, rechazó el ofrecimiento, pues temía que se adueñasen de los territorios fronterizos o lo traicionasen.
A principios del 92, los yacigios y los roxolanos se coligaron con los dacios y los suevos y cruzaron el Danubio para internarse en la provincia romana de Panonia (que ocupaba la Croacia moderna, el norte de Serbia y la Hungría occidental). Domiciano, que tenía concentrada la mayoría de su ejército en las operaciones cerca del Danubio, solicitó tropas a los cuados y a los marcomanos. Como estos se negaron a enviarlas, Roma les declaró guerra también a ellos. En mayo del 92, los yacigios aniquilaron a la legión XXI Rapax. La campaña de Domiciano resultó un fracaso; una pequeña escaramuza victoriosa le permitió proclamarse vencedor de la contienda, pero incluso así hubo de pagar al rey de Dacia, Decébalo, un tributo anual de ocho millones de sestercios para poder poner fin al conflicto. El emperador regresó a Roma, y recibió una ovación, pero no se le otorgaron los honores del triunfo. Dado que había recibido el título de imperator en veintidós ocasiones por sus victorias militares, el galardón fue menor, de lo que se deduce que el pueblo, o cuando menos el Senado, sabía de la mala fortuna que habían corrido las armas romanas en esta guerra, pese a lo que pretendía Domiciano.
Durante el reinado de la dinastía flavia, los reyes yacigios se adiestraban en el Ejército romano, oficialmente como una gracia hacia ellos, aunque en realidad esto también servía a los romanos para controlar a la tribu, ya que los reyes, en cierto modo rehenes de Roma, gozaban de poder absoluto sobre ella. Pese a que los reyes ofrecieron tropas, los romanos no las aceptaron, pues temían que se sublevasen o desertasen en las campañas.

#### Primera guerra dacia
A finales del siglo I, los recursos militares romanos se concentraban en el Danubio en vez del Rin. Durante el reinado de Augusto, había ocho legiones acuarteladas a lo largo del Rin: cuatro en Maguncia y un número igual en Colonia. Aun así, este número se redujo a tan solo una legión en el siglo siguiente, mientras que el de las que guardaban la frontera del Danubio aumentó hasta nueve. En tiempos de Marco Aurelio, doce legiones estaban desplegadas en la frontera danubiana.

### SiglosIyIId.C.

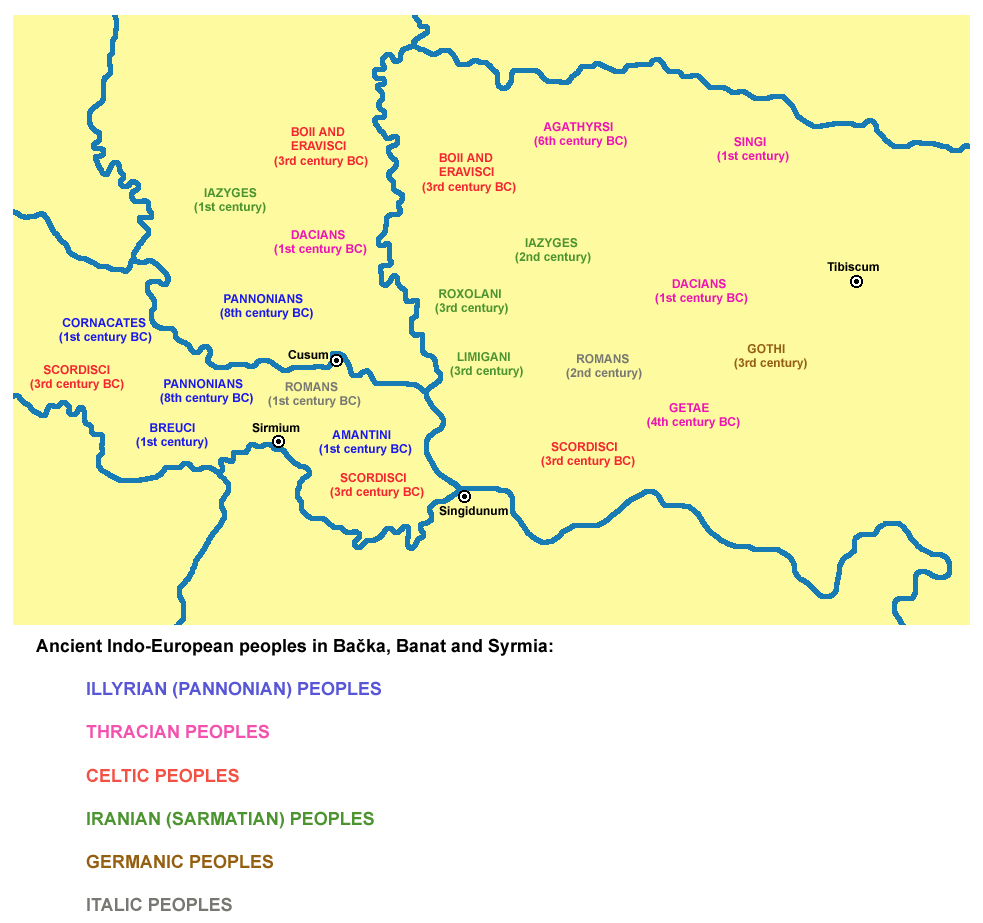
La expansión yacigia en el siglo.

La alianza entre yacigios y dacios obligó a los romanos a concentrar su atención en el Danubio en vez de en el Rin. Estos construyeron una serie de fuertes a lo largo de la orilla derecha del Danubio —de Alemania hasta el mar Negro— y en las provincias de Recia, Nórico y Panonia las legiones erigieron fuertes en la orilla opuesta del río. Más tarde este sistema se implantó en el bajo Danubio, cuyas fortalezas principales fueron Poetovio, Brigetio, y Carnuntum. La defensa del Danubio era mucho más difícil que la del Rin, debido al ángulo agudo que formaba el río. La flota panónica y la mésica se desplegaron en la orilla derecha y en el tramo bajo del río respectivamente; uno de los obstáculos principales para sus acciones eran los remolinos y cascadas de los alrededores de las Puertas de Hierro.
En el 101, Trajano, con colaboración y tropas yacigias, penetró con sus legiones en Dacia, de la que era señor el rey Decébalo. Para cruzar el Danubio con su copioso ejército, Apolodoro de Damasco, el principal arquitecto romano, levantó un puente que atravesaba las Puertas de Hierro. Este puente contaba con sesenta pilares para salvar el cauce del río. A Trajano le permitió penetrar en el núcleo de Dacia y sojuzgar a Decébalo, que devino cliente de los romanos.

#### Segunda guerra dacia
Pero apenas Trajano volvió a Roma, Decébalo empezó a realizar incursiones en territorio romano. Trajano concluyó que se había equivocado al dejarlo en situación tan poderosa. Así, en el 106, invadió de nuevo Dacia con once legiones, y una vez más contó en la campaña con la colaboración de los yacigios. Decébalo se suicidó para evitar ser capturado y paseado en el triunfo del emperador antes de ser ajusticiado. En el 113, Trajano se anexó Dacia, nueva provincia romana, la primera al este del Danubio. Cuando retornó a Roma, se le concedió un triunfo de ciento veintitrés días, con costosos juegos de gladiadores ycarreras de carros. La riqueza que se obtuvo de las minas de oro dacias sirvió para sufragar estas lujosas celebraciones y también la construcción de una columna, diseñada y erigida por Apolodoro de Damasco, de treinta metros de alto con veintitrés bandas en espiral y dos mil quinientas figuras en la que se representó con detalle la guerra de Dacia. Aunque las fuentes antiguas afirman que los romanos hicieron medio millón de esclavos durante la campaña, los estudios modernos calculan que la cantidad rondó más bien los cien mil. Trajano no incorporó la estepa entre el Tisza y las montañas transilvanas a la provincia de Dacia, sino que dejó el territorio a los yacigios.

#### Después de las guerras dacias

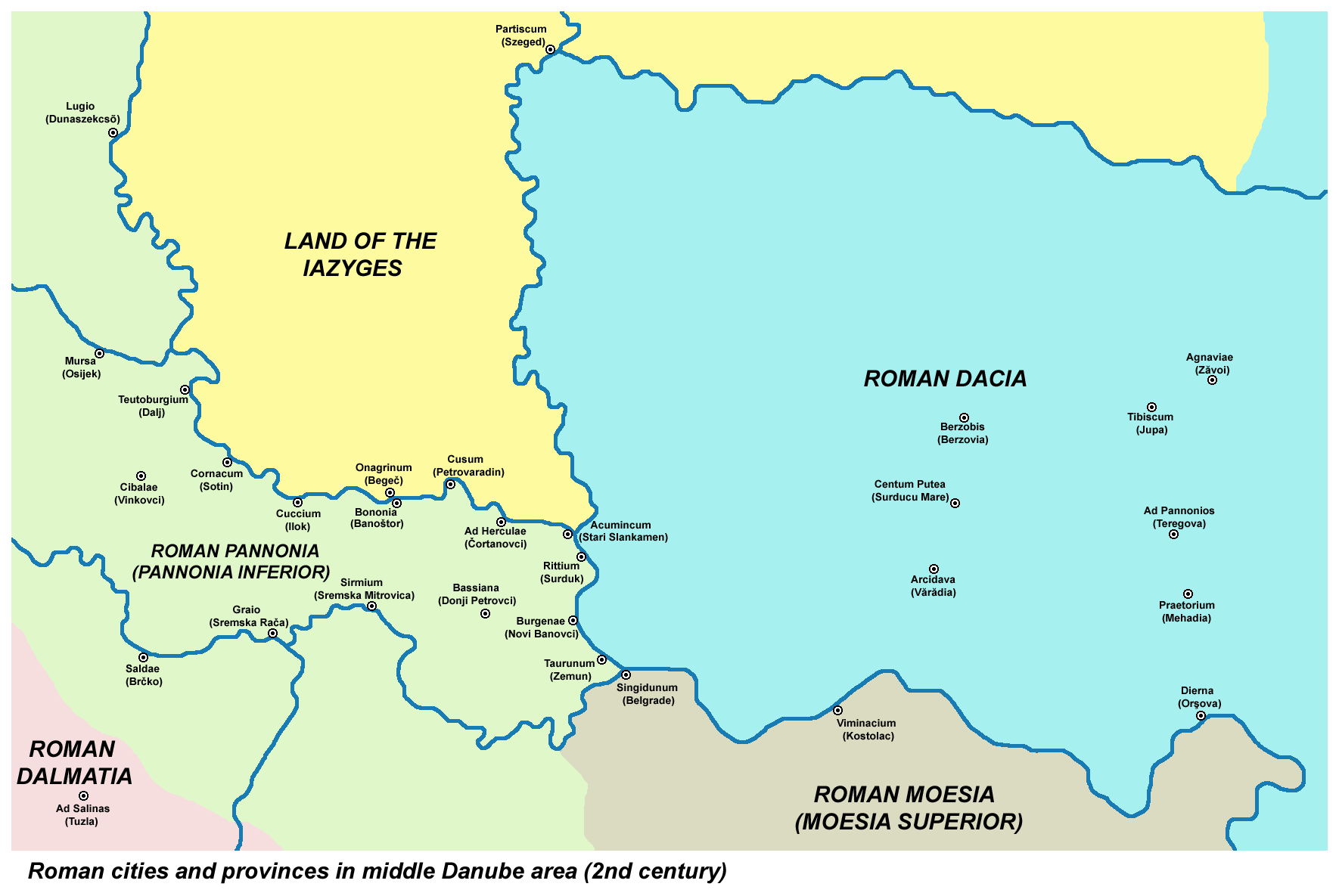
La frontera entre Roma y los yacigios después de la anexión romana de Dacia.

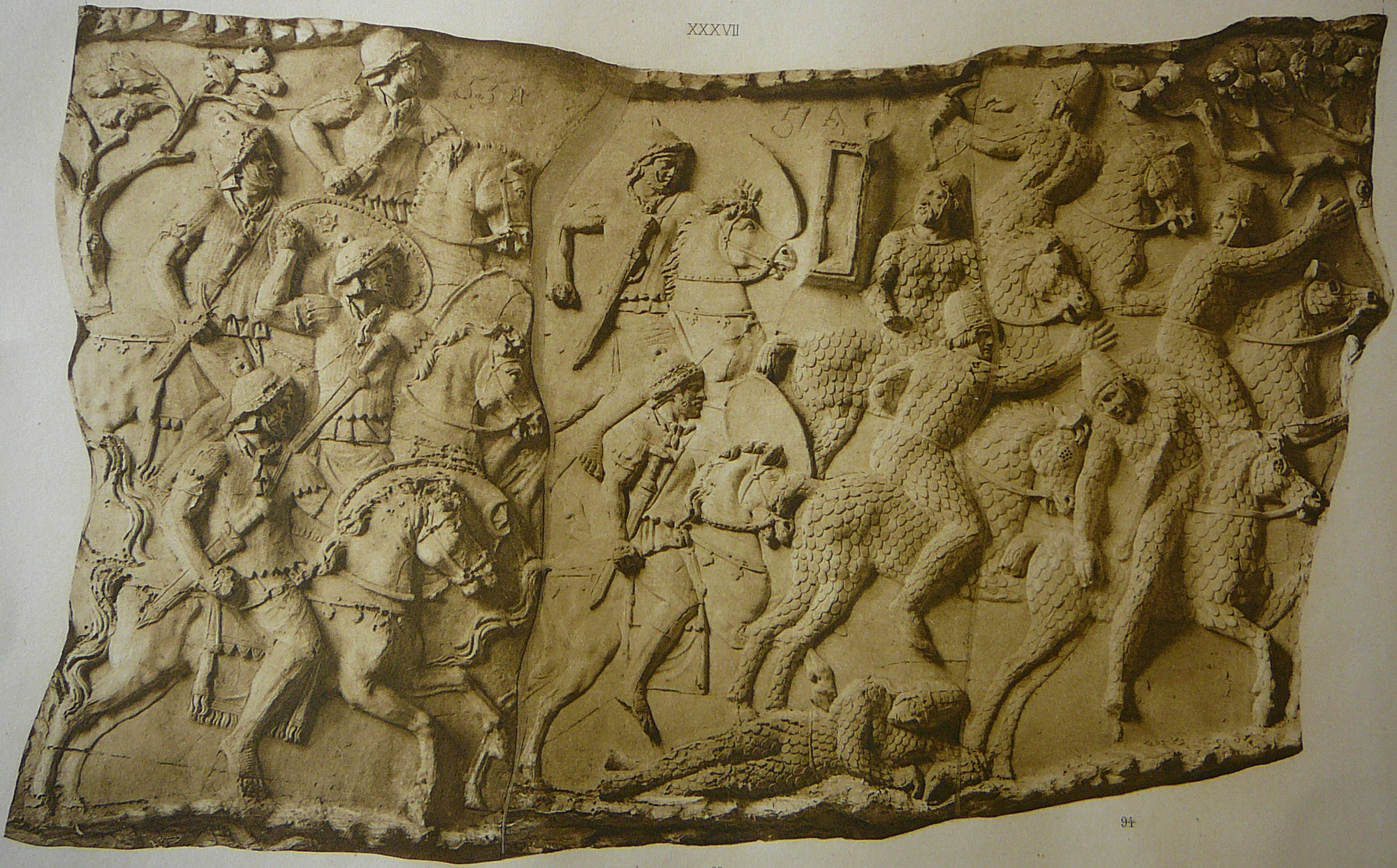
Caballería romana (izquierda) luchando contra la yacigia (derecha).

Estalló una disputa sobre el dominio de Oltenia entre el Imperio romano, que la controlaba, y los yacigios, que la habían poseído antes de que se la hubiesen arrebatado los dacios. Trajano, decidido a constituir una nueva provincia con Dacia, se negó a entregarles el territorio. La desavenencia se resolvió más tarde, en tiempos del emperador Adriano, que invadió las tierras de los yacigios; la invasión concluyó con una nueva paz entre las dos partes. Los términos exactos de esta se desconocen, pero se cree que los romanos conservaron Oltenia a cambio de algún tipo de contrapartida, posiblemente un pago compensatorio único por el territorio. Se sabe que por esa época los yacigios se hicieron con el Banato, lo que hace suponer que la concesión de esta región también formó parte del tratado con Roma.
En el 123, después de que los yacigios y otros grupos sármatas invadiesen la Dacia, Quinto Marcio Turbón acuarteló tropas en Potaissa y Porolissum a las órdenes de Octavio Grapo. Los romanos probablemente utilizaron estas ciudades como bases para invadir Rivulus Dominarum. Turbón derrotó a los yacigios, si bien se desconoce cuándo se firmó la paz y cuáles fueron sus términos.
En el 169, los yacigios, los cuados y los marcomanos invadieron territorio romano. Marco Claudio Fronto, un general veterano de las guerras partas y que era entonces gobernador de Dacia y de Mesia Superior, los detuvo por algún tiempo, pero cayó finalmente en combate en el 170. Los cuados fueron los primeros en rendirse, en el 172. Por lo que se conoce de lo estipulado en el tratado de paz con Roma, Marco Aurelio les eligió un nuevo rey, Furcio, y los cuados perdieron el acceso a los mercados romanos del limes. Los marcomanos aceptaron una paz similar, pero en su caso se desconoce el rey que les impusieron los romanos.

### SigloIId.C.
Las condiciones de la paz fueron muy severas: los yacigios no podrían vivir a menos de diez millas romanas (aproximadamente quince kilómetros) del Danubio, tenían que proporcionar ocho mil hombres como auxiliares y devolver a los cien mil romanos cautivos que habían tomado. Marco Aurelio había pretendido imponer cláusulas más duras todavía, pero tuvo que contentarse con las que finalmente se firmaron debido a que estalló la rebelión de Avidio Casio. Se afirma incluso que deseaba exterminar a los yacigios. De los ocho mil auxiliares que entregó la tribu, cinco mil quinientos de ellos fueron enviados a Britania, de lo que se deduce que la situación allí era seria; probablemente las tribus britanas, al observar los apuros romanos en Germania y Dacia, se habían rebelado. Los datos que se conocen indican que los jinetes dacios se distinguieron en la campaña britana, y algunos afirman que los extraños caballeros con sus armaduras pudieron haber inspirado el mito del rey Arturo.

Tierras de los yacigios en los siglos y.

En el 177, los yacigios y algunas tribus germanas invadieron Roma nuevamente. En el 179 los romanos vencieron a los yacigios y a los burios, y los primeros firmaron una paz con Roma. Esta impuso restricciones a la tribu, pero también le otorgó algunas concesiones. Estipuló que sus miembros no podrían asentarse en las islas del Danubio, ni mantener embarcaciones en el río. Se les permitió, no obstante, mantener contactos con los roxolanos de la provincia de Dacia con el consentimiento del gobernador provincial, y comerciar en los mercados romanos en ciertas fechas definidas en el tratado.
En el 183, Cómodo prohibió a los cuados y marcomanos que acometiesen a los yacigios, burios y vándalos, de lo que se infiere que por entonces estas tres tribus eran clientes de Roma.
En el 184, cinco mil quinientos auxiliares yacigios marcharon al mando del general romano Lucio Artorio Casto a sofocar una revuelta en Armórica (norte de la Galia). Durante el siglo II, algunas unidades de la caballería romana adoptaron el equipo y armas de los yacigios, como la armadura de escamas, la barda y la lanza larga que se blandía a dos manos (contus).

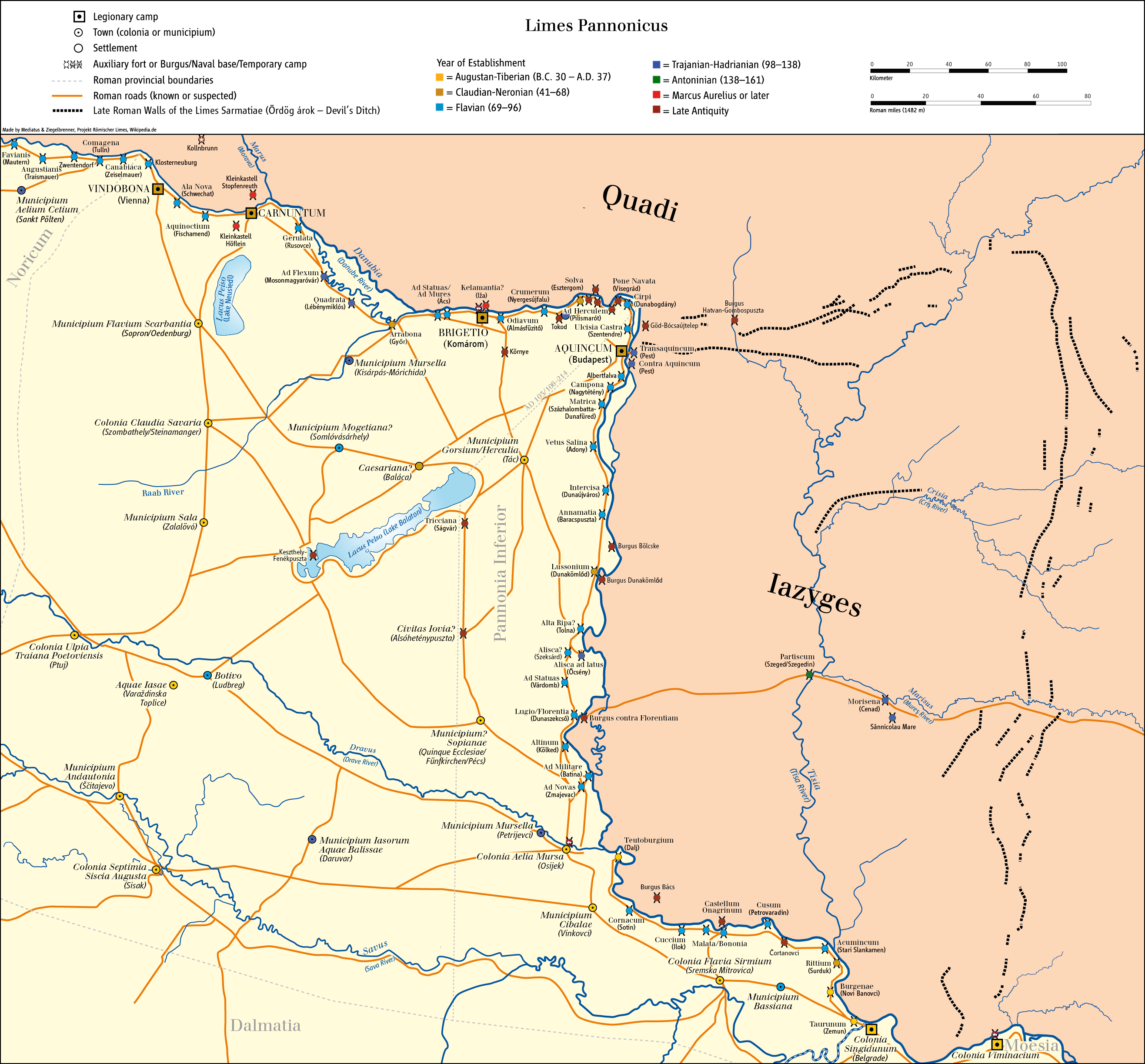
El limes sármata.

## Ocaso
En la antigüedad tardía, las fuentes son más vagas y dejan de mencionar a los yacigios como tribu. En el 358 hay registros de que los yacigios se hallaban en guerra con Roma. En el siglo IV, se mencionan dos pueblos sármatas, los argaragantes y los limigantes, que ocupaban las dos orillas del Tisza. Estas tribus se formaron cuando los roxolanos vencieron a los yacigios: estos eran los limigantes, mientras que los primeros eran los argaragantes.
En el 472, el rey visigodoTeodorico el Grande venció a los yacigios y dio muerte a sus soberanos, Babay y Beuca. En el siglo V, fueron conquistados por los godos.

## Lista de reyes
- Banadaspo: ¿?-174 d. C.[24]
- Zantico: 174 d. C.-¿?[24]
- Beuca y Babay: reyes en 470-471 d. C.[34]